# Pic Baden-Powell Scout
Pour les articles homonymes, voir Baden-Powell.
Ne pas confondre avec le mont Baden-Powell, dans les monts San Gabriel en Californie du Sud (États-Unis).
Le pic Baden-Powell Scout, anciennement connu sous le nom de pic Urkema, est une montagne située dans l'Himalaya, au Népal. Il est situé à environ 160 km à l'ouest de l'Everest. En 2007, dans le cadre du Centenaire du scoutisme, le gouvernement népalais décide de renommer le pic Urkema en pic Baden-Powell Scout, pour célébrer les 100 ans du scoutisme et son fondateur, le militaire britannique Robert Baden-Powell.
Mark Mangles est le premier à atteindre le sommet le 12 septembre 2007.